# Ángela Ginard Martí
Ángela Ginard Martí, in religione suor Maria degli Angeli (Llucmajor, 3 aprile 1894 – Madrid, 26 agosto 1936), è stata una religiosa spagnola della congregazione delle Zelatrici del Culto Eucaristico: martire della guerra civile spagnola, è stata beatificata nel 2005.

## Il culto
Ángela Ginard Martí nacque a Llucmajor il 3 aprile 1894. Il 19 aprile 2004 papa Giovanni Paolo II ha autorizzato la Congregazione per le Cause dei Santi a promulgare il decreto riguardante il martirio di Maria degli Angeli.
È stata proclamata beata il 29 ottobre 2005 nel corso di una cerimonia celebrata nella basilica di San Pietro in Vaticano e presieduta dal cardinale José Saraiva Martins, prefetto della Congregazione per le Cause dei Santi, in rappresentanza di papa Benedetto XVI.